# Conde da Lapa
Conde da Lapa é um título nobiliárquico criado por D. João VI de Portugal, por Carta de 31 de Agosto de 1822, em favor de Manuel de Almeida e Vasconcelos, 3.º Barão de Mossâmedes de juro e herdade e 2.º Visconde da Lapa.
Titulares
1. Manuel de Almeida e Vasconcelos, 2.º Visconde e 1.º Conde da Lapa, 3.º Barão de Mossâmedes;
2. Manuel Francisco de Almeida e Vasconcelos, 3.º Visconde e 2.º Conde da Lapa, 4.º Barão de Mossâmedes.

Após a Implantação da República Portuguesa, e com o fim do sistema nobiliárquico, usaram o título: 
1. Manuel das Misericórdias de Melo e Castro de Almeida e Vasconcelos, 4.º Visconde e 3.º Conde da Lapa, 5.º Barão de Mossâmedes;
2. Eugénia Cecília de Almeida e Vasconcelos, 6.ª Baronesa de Mossâmedes, 5.ª Viscondessa e 4.ª Condessa da Lapa;
3. Pedro Manuel d'Almeida e Vasconcelos, 6.º Visconde e 5.º Conde da Lapa, 7.º Barão de Mossâmedes.[2]